# Manuel Alfaro
Manuel Alfaro de la Torre, meglio conosciuto come Manolo Alfaro (Alcalá de Henares, 19 gennaio 1971), è un allenatore di calcio ed ex calciatore spagnolo, di ruolo attaccante.

## Caratteristiche tecniche
In attività giocava come attaccante.

## Carriera
Con l'Atlético Madrid vinse due coppe di Spagna, mentre con l'Hércules un campionato di Segunda División.

## Palmarès

### Club

#### Competizioni nazionali
- Coppa di Spagna: 2

Atlético Madrid: 1990-1991, 1991-1992
- Segunda División (Spagna): 1

Hércules: 1995-1996